# Bezirksrabbinat Weilburg
Das Bezirksrabbinat Weilburg mit Sitz in Weilburg, einer Stadt im Landkreis Limburg-Weilburg in Hessen, wurde 1843 eingerichtet. 
Im Jahr 1925 wurden die bis dahin selbständigen Rabbinatsbezirke Bad Ems und Weilburg zum Rabbinatsbezirk Bad Ems und Weilburg vereinigt.

## Bezirksrabbiner
- 1843 bis 1844: Samuel Süßkind (1811–1894)
- 1844 bis 1860: Abraham Treuenfels
- 1860 bis 1880: Salomon Wormser (1814–1887)
- 1880 bis 1887: Israel Goldschmidt (1849–1924)
- 1887 bis 1890: Samuel Hirsch Margulies (1858–1922)
- 1890 bis 1892: Abraham Lewinsky (1866–1941), danach Landrabbiner zu Hildesheim (1892–1935).[1]
- 1893 bis 1924: Emil Elias Landau (1842–1924), nach seinem Tod 1924 wurde das Rabbinat Weilburg mit Bad Ems vereinigt.
- Von 1890 bis 1931 amtierte der Rabbiner Laser Weingarten (1863–1937) zunächst in Bad Ems. Er war ab 1924 zuständig für das vereinigte Bezirksrabbinat.
- Von 1931 bis 1939 war der letzte Rabbiner Friedrich Laupheimer (1890–1965), der 1939 nach Palästina emigrierte.

## Gemeinden des Bezirksrabbinats
- Jüdische Gemeinde Dornburg
- Jüdische Gemeinde Ellar
- Jüdische Gemeinde Hachenburg
- Jüdische Gemeinde Hadamar
- Jüdische Gemeinde Herborn
- Jüdische Gemeinde Weilburg
- Jüdische Gemeinde Westerburg